# Llengües il·líries

Les tribus il·líries de l'antigor.

Les llengües il·líries són un grup de llengües indoeuropees que varen ser parlades a l'oest dels Balcans per poblacions avui identificades sota el nom d'il·líries. Entre aquests pobles cal esmentar els vardeis, els dàlmates, els peonis, els autariates, els taulantis, etc. També es considera com una llengua il·lírica el messapi, parlat a la regió itàlica de l'Apúlia. Fins ara no s'ha trobat cap fragment de literatura il·lírica.

## Classificació
Les llengües il·líries formen part de la família de llengües indoeuropees. El seu lloc dins aquest conjunt de parles és encara mal conegut.
Dins el grup il·liri es distingeixen dues llengües diferenciades:
- L'il·liri, parlat a la província romana d'Il·líria.
- El messapi, parlat a la regió de l'Apúlia.

Més incert és el lligam amb el vènet. Tot i que Heròdot esmenta els vènets com a part dels pobles il·liris, no hi ha proves lingüístiques que acreditin aquesta pertinença. D'altra banda el vènet sembla compartir trets amb altres llengües itàliques i centreeuropees.

## Orígens
Hi ha distintes teories sobre l'antigor de les llengües il·líries. Generalment es considera que l'il·liri va sorgir devers el I mil·lenni a. C., després de l'arribada a la zona de poblacions portadores de la cultura de Hallstatt, encara que alguns investigadors pensen que la població autòctona hauria assimilat els nous arribats, mantenint la llengua, que seria probablement una evolució de l'antic europeu (la qual cosa, podria implicar l'assentament d'una parla indoeuropea sobre un substrat indoeuropeu més antic).

### Teoria del panil·lirisme
Aquesta teoria va ser formulada per J. Pokorny i H. Krahe i sostenia que el poble que originà una sèrie d'hidrònims al llarg de tot Europa era l'il·liri. La forma d'aquests hidrònims no s'explicava per cap de les llengües indoeuropees conegudes, encara que tenia una certa semblança amb les llengües il·líries. Això els va dur a suposar que el poble il·liri hauria habitat quasi tot Europa abans de les invasions dels pobles indoeuropeus històrics. Després, aquest primitiu poblament indoeuropeu es va deslligar dels il·liris i es va desenvolupar el concepte de l'antic europeu (alteuropäisch), avui també molt qüestionat.

## Característiques
La poca informació existent no ha permès destriar si les llengües il·líries són centum o satem, havent-hi testimonis dels dos comportaments.
El vènet, del qual no està clara la seva pertinença a aquesta família, era una llengua centum.
La major distribució de vocabulari centum se centra a la zona nord-oest d'Il·líria (Libúrnia), que comparteix onomàstica amb el Vènet, Ístria i Alps orientals, la qual cosa fa pensar en el domini d'una llengua distinta, com podria ser el liburni

### Fonètica
Són pocs els elements que permeten de categoritzar plenament la fonètica de les llengües il·líries:
- Transformació de les aspirades del protoindoeuropeu *bh > b i *dh > d
- Caràcter /a/, com a l'antic europeu i la majoria de les llengües indoeuropees, excepte el celta, el llatí, les llengües osco-umbres, el grec, l'armeni i el frigi, que presenten distinció /a, o/)

## Extinció
L'antic grec, així com el macedoni antic, haurien suposat una important influència en els parlants de l'il·liri situats a territoris propers als ocupats pels antics grecs i macedonis, a jutjar per l'adopció de noms grecs de banda d'il·liris rellevants (Clitos, Glàucies) en el sud. A mesura que aquesta influència es va intensificar, alguns il·liris podrien haver abandonat el seu idioma a favor del grec.
L'il·liri també entrà en contacte amb les llengües celtes, atesa l'entrada d'aquests pobles cèltics que s'assentaren a terres fins aleshores dominades pels il·liris. Aquest contacte va ser molt intens als llocs que avui són Bòsnia, Croàcia i Sèrbia, fins a l'extrem que hom no pot afirmar amb certesa si algunes tribus eren il·líries o celtes, com és el cas dels escordiscs. L'il·liri també va estar en contacte amb els tracis i els peonis. La tribu dels dàrdans és una evidència d'aquesta barreja traco-il·líria.
Amb tot i això, no foren aquestes llengües, sinó el llatí, allò que va començar a desplaçar l'il·liri. En el segle iii aC, després d'enviar una armada a Sicília, la reina Teuta entrà en guerra amb Roma. Els romans conquistaren totes les terres poblades pels il·liris i es desfermà el procés de romanització, amb la progressiva substitució lingüística del seu idioma pel llatí. Però la resistència a l'assimilació va ser persistent. Se sap, a través del testimoni de Sant Jeroni (d'origen il·liri) que encara en el segle V dC l'idioma era viu, però no hi ha constància que ho fos a l'inici de les invasions eslaves dels Balcans.
El tema és en discussió, ja que si es considera l'albanès com un descendent de les llengües il·líries, la seva continuïtat hauria arribat fins a l'actualitat.

## Vocabulari
¹vocatiu

s. sànscrit,
air. irlandès antic,
got. gòtic,
ger. protogermànic,
lit. lituà,
arm. armeni,